# Rue Albert-Lautman
La rue Albert-Lautman (en occitan : carrièra Albert Lautman) est une voie de Toulouse, chef-lieu de la région Occitanie, dans le Midi de la France.

## Situation et accès

### Description
La rue Albert-Lautman est une voie publique. Elle se trouve dans le quartier Arnaud-Bernard. Elle appartient au site patrimonial remarquable de Toulouse.
Elle naît de la place Anatole-France, au carrefour de la rue des Puits-Creusés et de la rue Antoine-Deville, dans le prolongement de la rue Valade. Longue de 134 mètres, elle est parfaitement rectiligne, orientée au nord-est, et d'une largeur régulière de 8 mètres. Elle reçoit la rue Urbain-Vitry à droite. Elle se termine au carrefour que forme la place du Peyrou avec la rue des Lois et la rue des Salenques. Elle est prolongée à l'est par la rue Émile-Cartailhac qui aboutit à la place Saint-Sernin.
La chaussée compte une seule voie de circulation automobile en sens unique, de la place Anatole-France vers la rue des Salenques. Elle appartient à une zone de rencontre et la vitesse y est limitée à 20 km/h. Il n'existe pas de bande, ni de piste cyclable, quoiqu'elle soit en double-sens cyclable.

### Voies rencontrées
La rue Albert-Lautman rencontre les voies suivantes, dans l'ordre des numéros croissants (« g » indique que la rue se situe à gauche, « d » à droite) :
1. Rue des Puits-Creusés (g)
2. Rue Antoine-Deville (d)
3. Rue Urbain-Vitry (d)
4. Rue des Salenques (g)
5. Rue des Lois (d)

## Odonymie

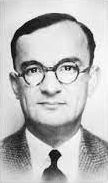
Portrait d'Albert Lautman.

Le nom de la rue rend hommage à Albert Lautman (1908-1944), philosophe et résistant français. Né le 8 février 1908 à Paris, il grandit à Nice. Il étudie ensuite au lycée Condorcet et réussit le concours d'entrée à l’École normale supérieure en 1926. Sous la direction de son professeur, Léon Brunschvicg, il s'intéresse particulièrement à la philosophie des mathématiques. Il réussit l'agrégation et enseigne à la faculté des Lettres de Toulouse où il se fixe avec son épouse, Suzanne Perreau-Detrie. Officier de réserve, il est mobilisé au début de la Seconde Guerre mondiale, mais il est fait prisonnier en juin 1940. Il s'évade le 14 octobre 1941, gagne la « zone libre » et revient à Toulouse. Il rejoint l'Armée secrète et s'occupe, au sein du réseau Pat O'Leary, puis du réseau Françoise, des filières d'évasion vers l'Espagne. En janvier 1944, il devient avec Albert Carovis un des responsables du secteur I de l'Armée secrète, autour de Grenade. Le 15 mai 1944, alors qu'il cherche à entrer en contact avec son frère Jules, résistant et incarcéré à la prison Saint-Michel, il est lui-même arrêté. Emprisonné jusqu’au 3 juillet, il fait partie des prisonniers déportés dans le « Train fantôme ». Le 31 juillet, alors que les détenus attendent à Bordeaux, il est conduit avec dix autres personnes au fort du Hâ, puis au camp de Souge, à Martignas-sur-Jalle, où il est fusillé le 1er août par les autorités allemandes,.
Au XVe siècle, la rue était connue comme la rue des Études, car elle se trouvait au cœur du quartier universitaire de la ville. Elle était bordée, au sud, par le couvent des Cordeliers, où étaient dispensés des cours de théologie et de droit canonique, et par le collège de Narbonne, qui accueillait des étudiants du diocèse de Narbonne. En 1794, pendant la Révolution, elle fut désignée comme la rue l'Invincible, mais ce nom ne subsista pas. En 1806, après la refondation et la réorganisation de l'université par Napoléon Ier, elle devint la rue de l'Université, nom qu'elle conserva jusqu'en 1945. Il est remarquable cependant que le nom d'Albert Lautman ait été mal orthographié en Lautmann et que cette erreur se soit conservée jusqu'à la rectification du conseil municipal du 22 octobre 2021.

## Patrimoine et lieux d'intérêt

### Université Toulouse-Capitole
- no  2-4 : université Toulouse-Capitole. 
En 1515, le parlement de Toulouse ordonne aux capitouls de construire six écoles pour l'enseignement du droit, mais les bâtiments actuels ont été élevés en plusieurs phases au cours du XIXe siècle. En 1807, la nouvelle école de droit, qui devient rapidement faculté de droit au sein de l'université réorganisée par Napoléon Ier, s'installe dans les bâtiments dessinés par l'architecte de la ville Jacques-Pascal Virebent. En 1840, de nouveaux travaux sont exécutés par l'architecte Auguste Virebent, qui dessine le plan de reconstruction de l'aile droite, achevé seulement en 1878. En 1886, la faculté des lettres est installée à côté de la faculté de droit, dans un nouveau bâtiment à l'angle de la rue des Salenques. Mais après la scission de l'université de Toulouse en 1969, la faculté des lettres s'installe au Mirail, la nouvelle université de Toulouse-I conservant l'ensemble du site de la rue Lautman. 
L'université se compose de plusieurs corps de bâtiments entre la rue des Puits-Creusés, la rue Albert-Lautman et la rue des Salenques. Le bâtiment principal, à un étage, développe une longue façade de 18 travées. Les cinq travées centrales forment le corps central, qui se distingue par des fenêtres en plein cintre et une grande porte[8].

### Immeubles
- no  1-3 : immeubles.
Les immeubles sont construits, probablement en même temps et pour le même propriétaire, vers 1859, à l'emplacement du collège de Narbonne. Ce collège médiéval occupait un vaste emplacement entre les rues Antoine-Deville (actuels no 8 à 12) et Albert-Lautman, devenu après le XVIe siècle la propriété des Carmélites, qui l'avaient vendu en 1857. Il est probable qu'une partie des élévations du XVIIIe siècle aient été conservées dans la cour intérieure du bâtiment actuel[9],[10].